# Colégio Técnico da UFMG

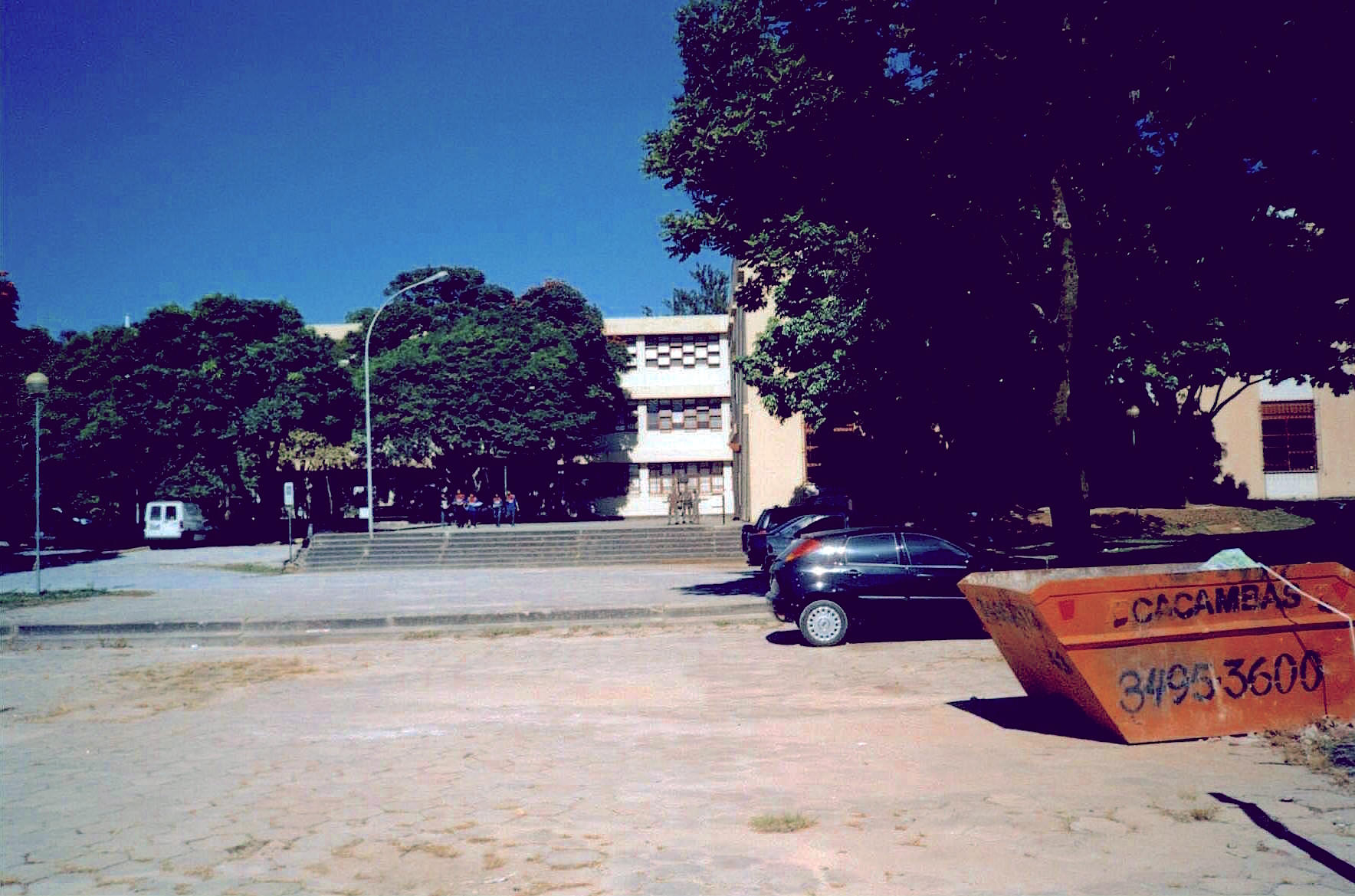
Colégio Técnico em 2006, ainda sem as grades em volta da instituição.

O Colégio Técnico da Universidade Federal de Minas Gerais (Coltec) é uma instituição de ensino médio e técnico pública federal brasileira, com sede em Belo Horizonte, em Minas Gerais. Foi inaugurada em 1969, fruto da celebração de um convênio entre o Conselho Britânico e a Universidade Federal de Minas Gerais (UFMG) visando formar técnicos para atender à demanda do mercado de trabalho.
O colégio está muito bem classificado entre as quatro melhores instituições de ensino públicas do Brasil, de acordo com o resultado do exame nacional do ensino médio de 2013: o Coltec alcançou nota 660.80, estabelecendo-se como a quarta melhor instituição de ensino pública do país. Os dados consideram as médias dos alunos de cada instituição nas quatro provas objetivas que compõem o Enem, segundo dados do desempenho por instituição divulgados pelo Ministério da Educação (MEC).Em âmbito estadual, ele aparece como a terceira melhor instituição pública do estado de Minas Gerais e, em âmbito municipal, é a melhor instituição pública de Belo Horizonte, ocupando a primeira colocação no ranking, resultado já conquistado em vários outros anos.
Com o respaldo de uma das mais renomadas universidades do país, a UFMG, o Coltec vem ao longo dos anos demonstrando ser uma das melhores
instituições de ensino do Brasil, alcançando excelentes resultados em avaliações de desempenho. Em 2011 e 2008, ele apareceu entre as melhores instituições de ensino públicas do Brasil, ocupando o oitavo e décimo primeiro lugar, respectivamente, segundo o  Instituto Nacional de Estudos e Pesquisas Educacionais Anísio Teixeira (INEP).
O colégio oferece ensino médio regular, ensino médio integrado a curso técnico, curso técnico regular e especialização técnica. No ensino médio regular se contemplam apenas as disciplinas de ensino médio, no ensino médio integrado a curso técnico se contemplam as disciplinas de ensino médio e disciplinas de curso técnico, no curso técnico regular se contemplam apenas as disciplinas de curso técnico e na especialização técnica se contemplam apenas as disciplinas de especialização técnica. Os cursos técnicos oferecidos são Química, Desenvolvimento de Sistemas (Info), Automação Industrial (Instrum's), Eletrônica (Eletras) e Análises Clínicas (Patola ).

## História

### 1969–2000
Sediado no prédio mais antigo do campus Pampulha (antigo Instituto de Mecânica), o Coltec foi inaugurado em 1969, durante a gestão do reitor Gerson Boson, e foi planejado durante a gestão anterior, conduzida pelo professor Aluísio Pimenta. De acordo com a pesquisa realizada pela professora de História Anny Jackeline Torres Silveira, a iniciativa não foi isolada: ela estava inserida em um plano de reestruturação geral da UFMG que deu origem a novas unidades acadêmicas. Porém, possuía um caráter bastante particular: deveria atender à necessidade de formação profissional.
| “ | A oferta de cursos adequava-se à proposta de preparação de técnicos e especialistas necessários às universidades, à indústria, aos serviços de saúde e às pesquisas científicas e tecnológicas”, relata texto produzido pela pesquisadora. | ” |
|   | — Anny Jackeline Torres Silveira. |   |

Esse objetivo foi concretizado por intermédio de um convênio firmado entre o Conselho Britânico, a UFMG, o MEC e o CNPq, no final dos anos 60. De acordo com a pesquisadora, o apoio dos ingleses incluía serviço de aconselhamento especializado, treinamento de pessoal brasileiro em instituições inglesas e fornecimento de equipamentos e capital para instalação de laboratórios.
| “ | O projeto da nova escola propunha uma aprendizagem de qualidade, através do método empírico, valorizando o contato mais próximo entre alunos e professores. | ” |
|   | — Anny Jackeline Torres Silveira. |   |

Em 1972 esse convênio quádruplo foi prorrogado por mais cinco anos até que, em 1977, o Coltec se emancipou do Conselho Britânico e passou à gestão do Centro Pedagógico da Universidade Federal de Minas Gerais (antigo Colégio de Aplicação da UFMG), mantido pela Faculdade de Educação da Universidade Federal de Minas Gerais (FaE).
Até 1997, o Colégio Técnico da Universidade Federal de Minas Gerais ofereceu o ensino médio integrado ao ensino técnico com quatro cursos técnicos: Eletrônica, Patologia Clínica, Instrumentação e Química. Os alunos estudavam em horário integral. Com a publicação da Portaria UFMG nº 646, de 14 de maio de 1997, o colégio passou a oferecer ensino médio concomitante ao ensino técnico: o aluno passou então a poder se formar separadamente no ensino médio e no ensino técnico.
Em 1998, o colégio passou a oferecer durante a noite o ensino médio supletivo para adultos que não haviam completado a educação básica: o Projeto de Ensino Médio de Jovens e Adultos (PEMJA), similar à Educação de Jovens e Adultos (EJA). No mesmo ano foi instituído o Programa de Vocação Científica (PROVOC), em parceria com o Centro de Pesquisas René Rachou (Fiocruz Minas Gerais), como uma forma de disponibilizar bolsas de iniciação científica júnior.  O programa que já existia desde 1986 na Escola Politécnica de Saúde Joaquim Venâncio, da Fundação Oswaldo Cruz do Rio de Janeiro, mas até então não existia em nenhuma escola de Minas Gerais.

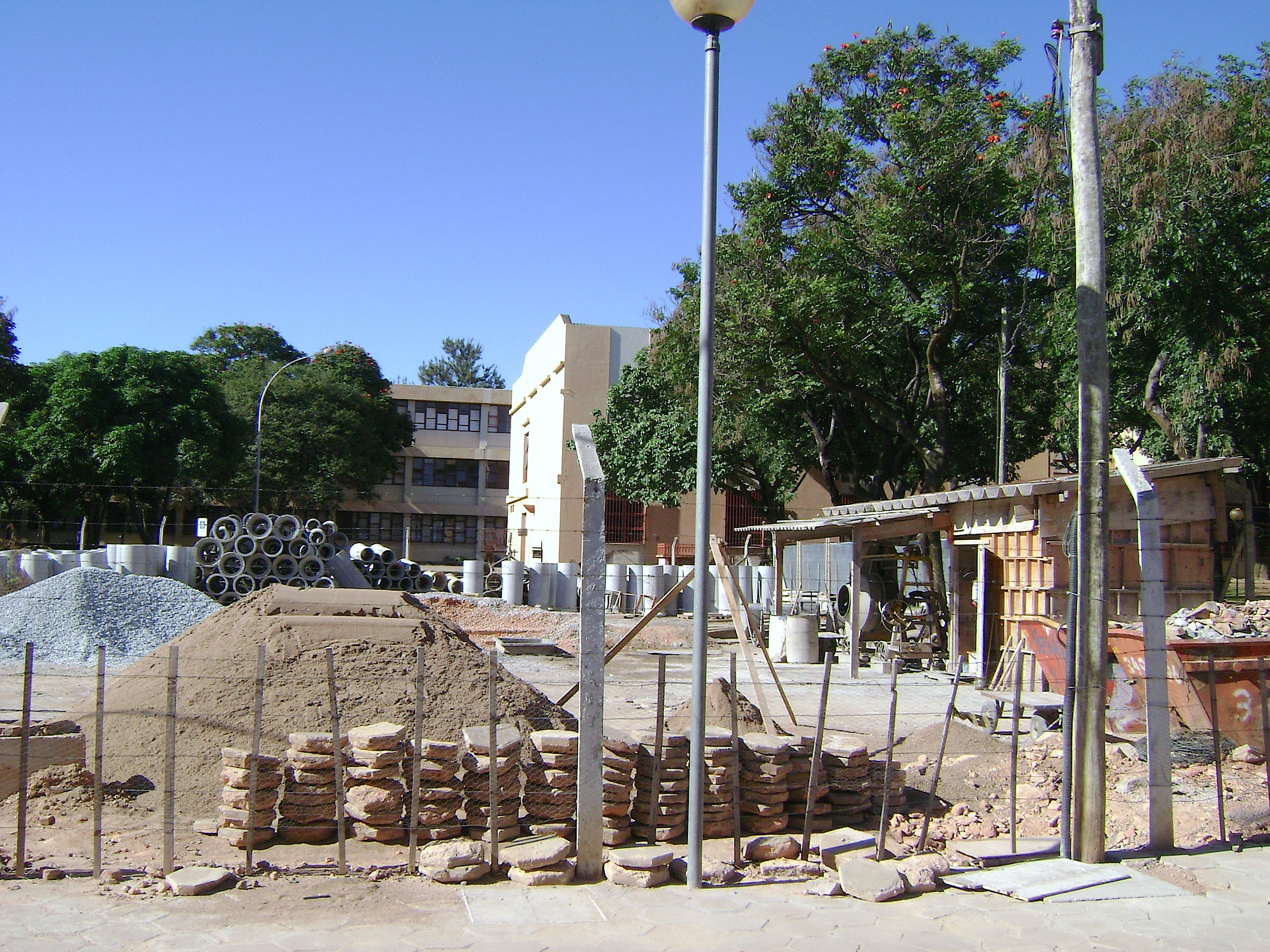
Reformas em 2009 ao redor do Coltec (edifício ao fundo), para instalação de grades em volta do colégio e remodelagem do estacionamento, que é compartilhado com a Escola de Engenharia da UFMG.

### 2001–atual
Com a publicação da Resolução UFMG nº 5, de 3 de maio de 2007, o Coltec passou a ser subordinado à Escola de Educação Básica e Profissional (EBAP) e então o Centro Pedagógico da Universidade Federal de Minas Gerais passou a ser apenas o nome da escola fundamental da EBAP. Com isso, o nome do colégio foi alterado de Colégio Técnico do Centro Pedagógico da Universidade Federal de Minas Gerais para o atual Colégio Técnico da Universidade Federal de Minas Gerais.
Até 2008 o Coltec possuía o ensino médio integrado ao ensino técnico com quatro cursos técnicos. Em 2008, com a construção do anexo da Escola de Engenharia da Universidade Federal de Minas Gerais, a entrada do estacionamento do colégio passou a ser por trás do colégio, não mais pela frente. No final desse mesmo ano foi aprovado o curso técnico de Informática (Atual Desenvolvimento de Sistemas), que começou a funcionar a partir do ano letivo de 2009. Em 2009 algumas alterações elevaram de 136 para 176 o número de vagas para o ensino médio integrado ao ensino técnico, e os cursos de Instrumentação e Patologia Clínica foram renomeados respectivamente para Automação Industrial e Análises Clínicas. A grade curricular do ensino médio também voltou a ser integrada ao ensino técnico.
Os cursos técnicos regulares estão estruturados sobre uma base de conhecimentos gerais e específicos, possuindo carga horária destinada ao núcleo comum (conhecimentos gerais) e à formação profissional específica (conhecimentos específicos). Para a conclusão da formação profissional o estudante deve cumprir 320 horas de estágio obrigatório, sendo esse em empresas, institutos ou até mesmo dentro da própria Universidade.

## Processo seletivo
Aqueles que querem se matricular devem fazer uma prova de seleção (anual), semelhante a um vestibular, da qual apenas 180 alunos são aprovados com 50% das vagas para as cotas(escolas públicas,renda, raciais e renda) além de 50% destinadas  a ampla concorrência.
O exame de seleção consiste em prova escrita com 60 questões de múltipla escolha sobre as seguintes matérias: Língua Portuguesa, Ciências Naturais, Matemática, Geografia e História Geral e do Brasil. Em ano de 2015 o colégio optou por incluir peso dois nas questões de matemática e português totalizando 90 pontos a nota geral da prova
A prova é um processo de seleção tão (ou mais) concorrido quanto diversos vestibulares de universidades, chegando há ter 40 candidatos por vaga.  No ano de 2015, o número de candidatos por vaga chegou a 37,3 na modalidade 1 (livre concorrência).
Alternativamente, o aluno pode ingressar caso seja aprovado no processo seletivo do Sistema de Seleção Unificada da Educação Profissional e Tecnológica (Sisutec): neste caso, o candidato usará a nota obtida no Exame Nacional do Ensino Médio (ENEM).
|                                     | Vagas | Candidatos | Candidatos por Vaga |
| ----------------------------------- | ----- | ---------- | ------------------- |
| Téc. em Análises Clínicas           | 36    | 936        | 26,00               |
| Téc. em Automação Industrial        | 36    | 491        | 13,64               |
| Téc. em Eletrônica                  | 36    | 448        | 12,44               |
| Téc. em Desenvolvimento de Sistemas | 36    | 1001       | 27,81               |
| Téc. em Química                     | 36    | 523        | 14,53               |
| Total                               | 180   | 3399       | 18,88               |